# Tramwaje w Nordhausen

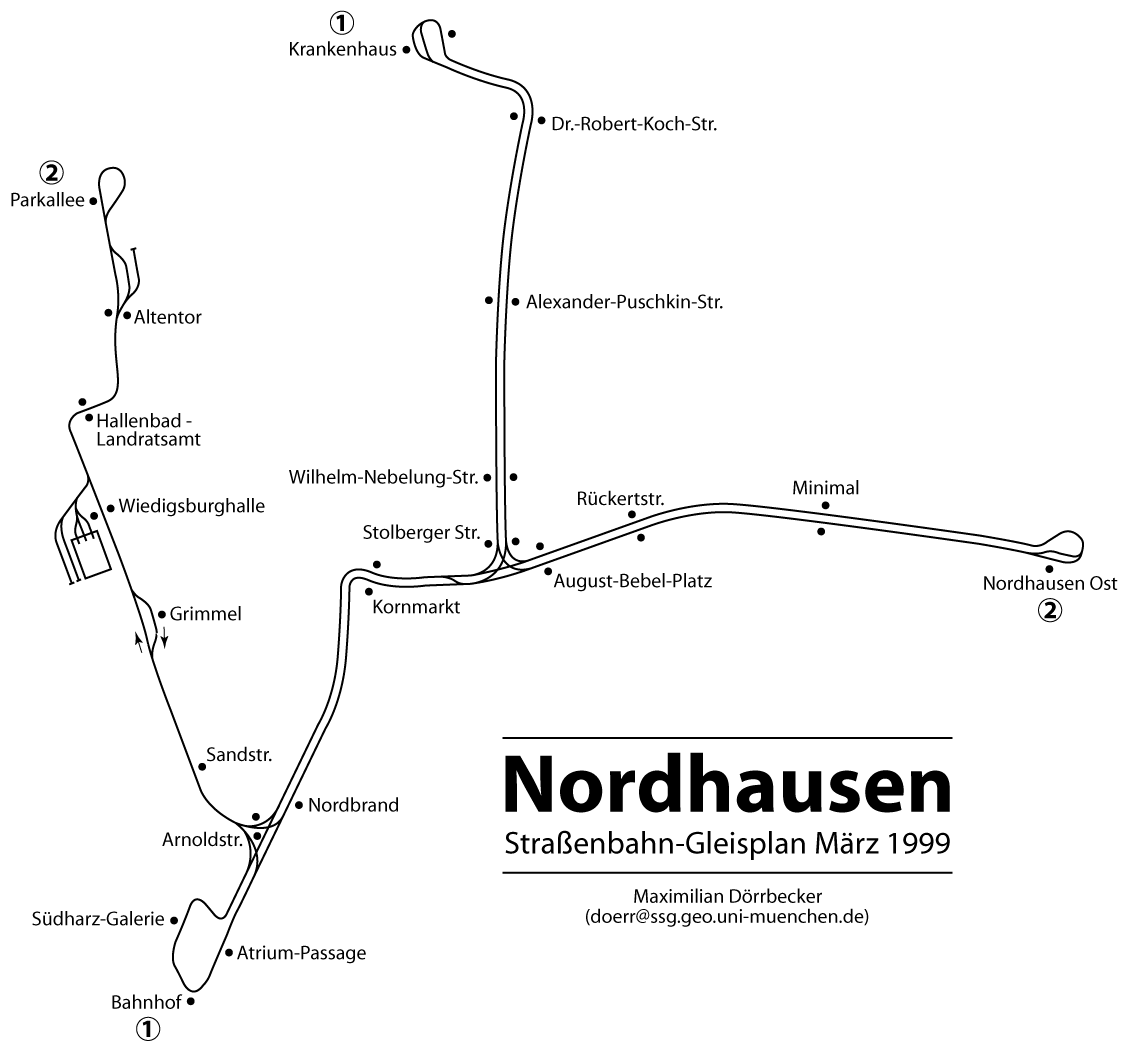
Schemat linii tramwajowych w 1999

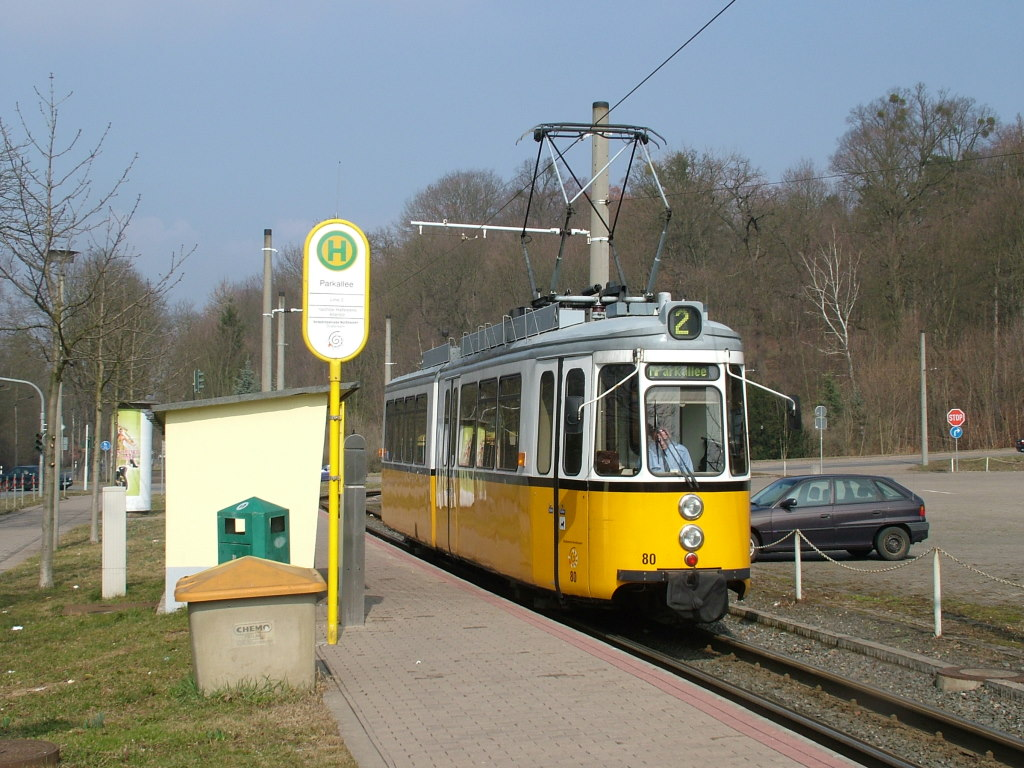
Tramwaj GT4

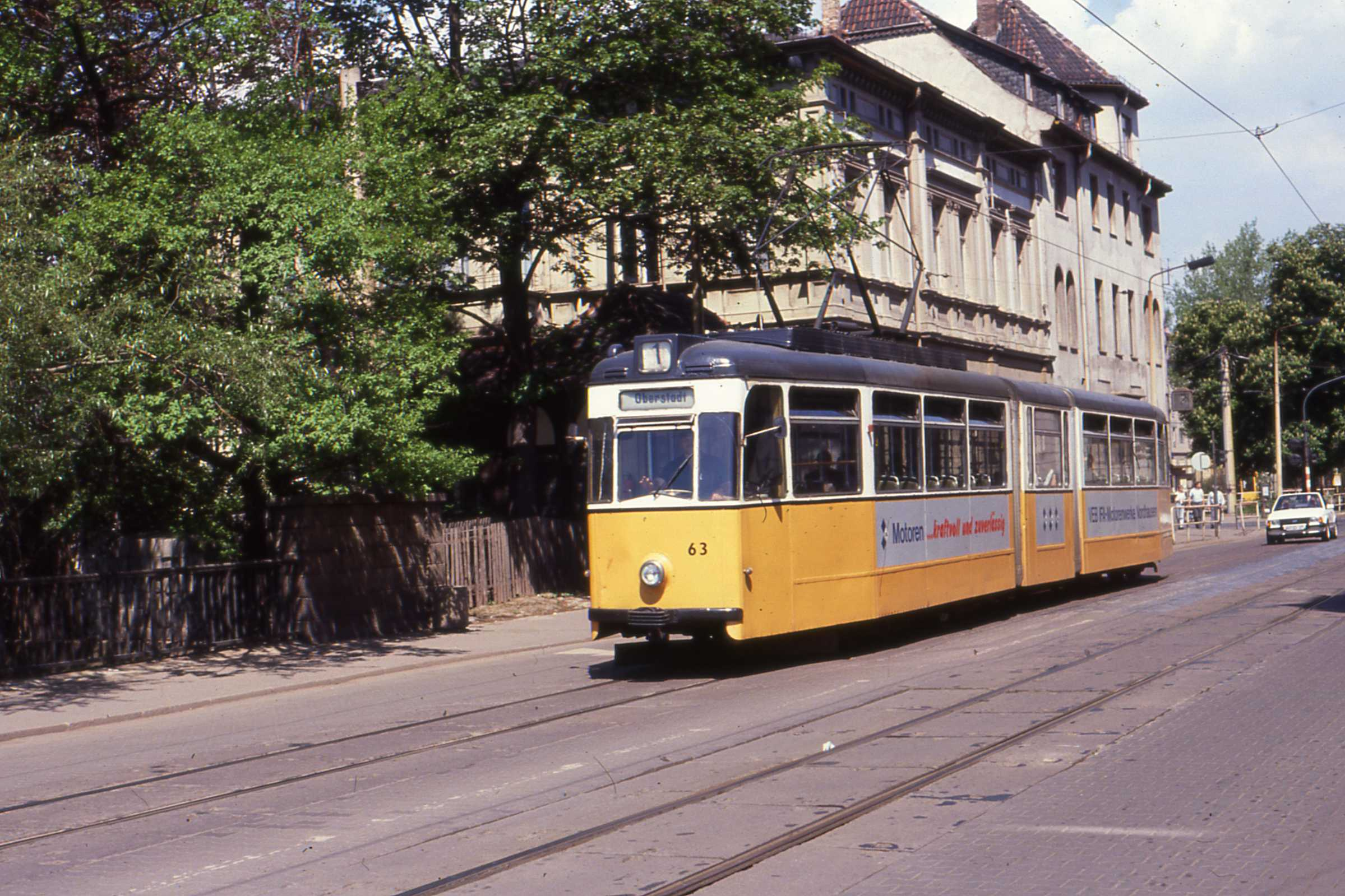
Tramwaj G4

Tramwaje w Nordhausen – system transportu tramwajowego w niemieckim mieście Nordhausen działający od 1900 roku.

## Historia
Tramwaje w Nordhausen uruchomiono 25 sierpnia 1900 od razu jako elektryczne na trasie z dworca kolejowego do centrum i Altentor. Większą inwestycją (oprócz zakupu nowego taboru) była dopiero w 1981 budowa przedłużenia linii tramwajowej do Krankenhaus. Także wtedy wybudowano pętlę przy dworcu kolejowym i na budowanej trasie (dotychczas wszystkie końcówki wymagały taboru dwukierunkowego). 21 grudnia 1983 wydłużono linię z Altentor do Parkallee. Na początku lat 90. XX wieku tramwaje w Nordhausen znalazły się w poważnych kłopotach finansowych. Ostatecznie tramwajów w mieście nie zlikwidowano. Pierwszą wyraźną zmianą było wycofanie wszystkich wagonów dwuosiowych w latach 1991–1992.
Pierwsza rozbudowa tras tramwajowych po upadku Muru Berlińskiego nastąpiła w 1993 wtedy to wybudowano odnogę do Nordhausen Ost którą obsługiwała linia nr 2. Długość linii wyniosła 7,8 km.
W 2002 wybudowano łącznik pomiędzy pętlą tramwajową przy dworcu a stacją kolei wąskotorowej, by w 2004 uruchomić linię tramwajową nr 10 z Krankenhaus przez dworzec kolejowy i dalej linią wąskotorowej kolei Harzer Schmalspurbahnen do Ilfeld Neanderklinik. Linie tę obsługują dostarczone w 2004 dwa z trzech elektryczno-spalinowych tramwajów dwusystemowych (trzeci wagon jest w rezerwie) Siemens Combino Duo.
W mieście funkcjonuje jedna zajezdnia tramwajowa znajdująca się na jednotorowej trasie do Parkallee. Przy tej trasie znajdują się także tory odstawcze dla wagonów wycofanych z eksploatacji. Na tych torach stoi ostatni wagon dwukierunkowy GT4 o nr 93. Wszystkie pozostałe trasy są dwutorowe.

## Linie
W Nordhausen działają 2 linie miejskie i jedna linia podmiejska do Ilfeld Neanderklinik. Linie miejskie:
- 1: Krankenhaus – Bahnhofsplatz (dworzec kolejowy)
- 2: Parkallee – Nordhausen Ost

Linia podmiejska:
- 10: Krankenhaus – Bahnhofsplatz (dworzec kolejowy) – Ilfeld Neanderklinik

Linia nr 1 kursuje częstotliwością w szczycie co 10 minut. Jest obsługiwana czterema wagonami. Linia nr 2 jest obsługiwana czterema wagonami. Linia nr 10 kursuje w dni robocze co godzinę i jest obsługiwana przez 2 wagony. W weekendy linia ta kursuje co dwie godziny.

## Tabor
W Nordhausen przed II wojną światową kursowały tylko wagony pojedyncze, taki stan rzeczy zmieniły dopiero dostawy wagonów Gotha. Do 1972 zakupiono jeszcze jeden używany wagon z Halle oraz siedem wagonów z Gery. Zakupy tych wagonów pozwoliły na wycofanie wszystkich wagonów przedwojennych. Wtedy całą flotę pojazdów stanowiło 9 wagonów silnikowych. W 1981 sprowadzono dwa tramwaje jednokierunkowe Gotha G4 o nr. 61 i 65. Do 1989 sprowadzono do Nordhausen 19 tych wagonów z Erfurtu i Lipska, jednak nigdy ich łączna liczba nie była tak wysoka.
W latach 1991–1992 wycofano wszystkie wagony dwuosiowe w ich miejsce sprowadzono ze Stuttgartu i Fryburga łącznie 14 wagonów jednokierunkowych i 7 dwukierunkowych GT4. Ostatni kurs wagonu dwuosiowego odbył się 31 stycznia 1992. Następnym zakupem były już fabrycznie nowe wagony Siemens Combino w 2000 dwóch wagonów (101, 102), a w 2002 kolejnych dwóch wagonów jednokierunkowych (103, 104), a także trzech wagonów dwukierunkowych (105-107). Kolejnymi wagonami dostarczonymi do miasta były trzy wagony Siemens Combino Duo (201-203) w 2004.
Obecnie w ruchu linowym kursują wyłącznie wagony Siemensa. Wszystkie wagony Siemensa są w 100% niskopodłogowe, trzyczłonowe. Tramwaj Combino Duo oprócz tradycyjnego silnika ma także agregat umożliwiający zasilanie silników bez korzystania z sieci trakcyjnej. Oprócz wagonów Siemensa są jeszcze trzy wagony rezerwowe GT4 o nr. 79, 80 i 81 do 2010 był jeszcze czwarty wagon o nr. 78.